# Resolución 149 del Consejo de Seguridad de las Naciones Unidas
La resolución 149 del Consejo de Seguridad de las Naciones Unidas fue aprobada por unanimidad el 23 de agosto de 1960, tras haber examinado la petición de la República del Alto Volta (posteriormente denominada Burkina Faso) para poder ser miembro de las Naciones Unidas. En esta resolución, el Consejo recomendó a la Asamblea General la aceptación de Alto Volta como miembro.